# Louis Basse
Pour les articles homonymes, voir Basse.
Louis Basse est un homme politique français né le 22 mai 1768 à Roëzé-sur-Sarthe et mort le 11 juin 1851 au Mans.

## Biographie
Juge de paix et président de l'administration du canton de Mayet sous la Révolution.  Il est nommé avoué près le tribunal civil lors de la création des avoués en 1801, et le reste jusqu'en 1825.
En 1828, l'avocat crée la Mutuelle Immobilière du Mans un des piliers de la future MMA. 
Maire du Mans en 1830, il est député de la Sarthe de 1837 à 1846, siégeant dans la majorité soutenant la Monarchie de Juillet.
Louis Basse est chevalier de la légion d'honneur (1er mai 1833).

## Sources
- « Louis Basse », dans Adolphe Robert et Gaston Cougny, Dictionnaire des parlementaires français, Edgar Bourloton, 1889-1891 [détail de l’édition]